# Gambusia heterochir
Gambusia heterochir is een zoetwatervis, verwant aan het muskietenvisje, uit de familie Poeciliidae en de orde tandkarpers. Het visje is inheems in het stroomgebied van de San Sabarivier in Texas (Menard County).
Gambusia heterochir is gemiddeld 3,5 cm maar kan maximaal 5,4 cm worden. De soort staat als kwetsbaar op de internationale rode lijst.